# Bruno Gonzato

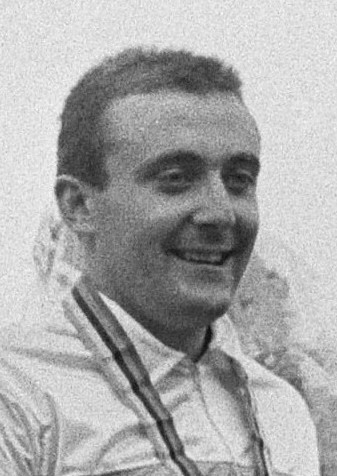
Bruno Gonzato 1967

Bruno Gonzato (* 20. März 1944 in Schio) ist ein ehemaliger italienischer Radrennfahrer und Weltmeister im Radsport. 

## Sportliche Laufbahn
Gonzato war Bahnradsportler. Er wurde 1967 Weltmeister im Tandemrennen mit Dino Verzini als Partner. 1969 wurden beide Vize-Meister im Tandemrennen bei den nationalen Bahnmeisterschaften. 1962 wurde er beim Sieg von André Gruchet Dritter im Grand Prix de Paris der Amateure.
1964 siegte er im Grand Prix Framar, einem traditionsreichen Turnier für Bahnsprinter in Prag.